# Flemming Brandt Jensen
Claus Flemming Frederik Brandt Jensen (19. september 1914 - 30. november 1965) var en dansk roer fra København. Han var medlem af Københavns Roklub i Sydhavnen.
Jensen repræsenterede Danmark ved OL 1936 i Berlin. Her udgjorde han, sammen med Hans Mikkelsen, Gunnar Ibsen Sørensen, Svend Aage Holm Sørensen og styrmand Aage Jensen den danske firer med styrmand. Danskerne sluttede på fjerdepladsen i sit indledende heat, hvorefter de vandt et opsamlingsheat. I finalen sluttede danskerne på 6.- og sidstepladsen.
Jensen vandt desuden en EM-bronzemedalje i otter ved EM 1937 i Amsterdam.